# Deposizione (Stella, Madonna del Sasso)
La Deposizione conosciuto anche come la Pietà di Cristo è un dipinto olio su tavola di Fermo Stella eseguito nel 1541 e collocato come pala dell'altare maggiore del santuario della Madonna del Sasso di Boleto frazione di Madonna del Sasso in provincia di Novara.

## Storia e descrizione
L'opera conserva nella parte inferiore ai piedi di Cristo, su di un cartiglio, la firma e la data d'esecuzione: «Firmo Stella de Caravagio me pinxe in 1541». La datazione fu più volte mal interpretata nel 1547 perché sul territorio furono denunciati eventi miracolosi nel 1543 e si ritenne che l'opera fosse stata realizzata a seguito di questi fatti ma i micro ingrandimenti della tavola hanno confermato la datazione che anticipa questi eventi ritenuti straordinari. I numeri sono scritti in lettere latine contrariamente alle opere conservate a Torino e a Teglio a indicare la volontà dell'artista caravaggino di mostrare la sua cultura vulgata.
Il dipinto è conservato come pala dell'altare maggiore ed è proteggo da una grata inserita nel XIX secolo. La tavola risulta essere tra i primi lavori commissionati durante la costruzione del santuario che fu terminato nel 1540. La tavola era originariamente inserita in un altare ligneo completato con le tavolette raffiguranti i misteri del santo Rosario poi andati perduti quando il lavoro fu collocato sull'altare maggiore nel Settecento, altare realizzato con la ricostruzione dell'edificio che fu ultimato nel 1748.
Il dipinto fu ritenuto da subito di valore, ne venne infatti realizzata una copia su tela, poi conservata in sagrestia, che copriva l'originale così che fosse protetto, e che veniva rimossa solo nelle occasioni importanti. Questa riporta la scritta: «1772 dipinto da Lorenzo Peracino del Bosco di Cellio copiato dall'originale dipinto da Fermo Stella discepolo del divoto e famoso Gaudenzio di Valduggia».  Questo conferma come era conosciuto l'artista nella valli novaresi, nella sua qualità d'importante allievo di Gaudenzio Ferrari.
Secondo lo storico Renato Verdina l'artista si trovo a lavorare in una situazione mistica, coinvolto da questi eventi che erano accaduti e che avevano portato alla costruzione del santuario mariano. Dell'opera scriverà il critico Angelo Torre: “l'opera pervasa da un sentimento struggente di malinconia”. Nel medioevo questo tipo di raffigurazioni non erano solo devozionali, ma dovevano essere un medium oggettivo per portare i fedeli alla fede con attenzione particolare al culto della morte.
La raffigurazione riprende quelle classiche quattrocentesche e post leonardesche di Luini, simile al dipinto Deposizione nella chiesa di Santa Maria Assunta di Armeno, eseguito dallo Stella nel 1548. Il dipinto raffigura i santi Nicodemo e Giuseppe di Arimatea posti alla sinistra della tavola nell'atto di reggere il corpo senza vita di Cristo. Sul lato destro sono raffigurati i santi Giovanni Evangelista e Maria Maddalena mentre la Vergine inginocchiata è posta di fianco al Figlio. Dietro ai personaggi l'artista ha dipinto un paesaggio con il monte Calvario sul lato sistro e sul sinistro una città torrita, posta dietro le pie donne. Il panneggio presenta ampie stesure dei colori rossi e verdi con sfumature intense di giallo ocra.